# Mod revival
Genres dérivés
Oi!, street punk, Britpop
Le mod revival est un genre musical et une sous-culture ayant émergé au Royaume-Uni en 1978 et qui s'est ensuite répandu dans d'autres pays (dans une moindre mesure),.

## Histoire

### Années 1960–1970

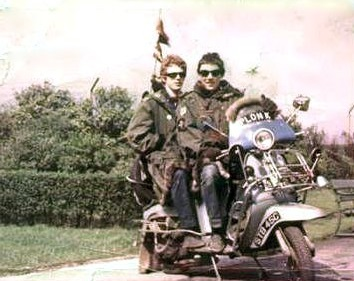
Deux mods sur un scooter personnalisé.

Des groupes se développent pour nourrir le désir de mod, combinant souvent la musique des groupes mod des années 1960 avec des éléments du punk, notamment The Chords, Secret Affair, Purple Hearts et The Lambrettas. Ces groupes réussissebr à développer un culte et certains connaissent des succès populaires, avant que le renouveau ne s'essouffle au début des années 1980.
En 1978 et 1979, le mouvement moderniste connaît un revival (revirement) qui se répand dans toute l'Angleterre et dans une moindre mesure aux États-Unis et en Europe. Le contexte est notamment le film culte Quadrophenia et une scène musicale qui explose avec des groupes tels que The Jam, Secret Affair, Merton Parkas, Lambrettas, Small Hours, The Directions ou The Killermeters, la sortie des scooters Vespa PX125 et 200E qui cohabiteront avec des 50 Special sur-accessoirisés et l’importation de Lambretta fabriquées en Inde pour le GP 200 (API, et SIL à Lucknow) ou en Espagne à Eibar, pour le Jet 200 Serveta.

### Années 1980
Le Jet Club phare de la scène de 1980 se situe par la suite rue des Archives dans le 4e arrondissement. Plus tard, et faisant suite aux Crystal Dancers (issus du Jet Club), au Bell Boys Club, aux Speedy Arrows, le Vespa Club, ce furent les mods de Gambetta (dans le XXe) à Paris, et ce pendant une dizaine d’années avec des Mod Societies (M.S) et des scooters clubs (A.M.S.C. - All Mod) divers tels que les Templiers, les City Gents, les Royal Dandies, le Paname S.C, qui animent principalement la scène hexagonale, sans oublier les Playboys de Nice (France) qui furent dès la fin des années soixante-dix les premiers à reproduire le son du milieu des années 1960 du British beat et du garage rock américain, tout en composant leurs propres créations en français (French beat).
Certains « irréductibles indépendants » et non moins présents sur cette scène revival, se distinguèrent nettement de ceux qui étaient attirés uniquement par le scooterisme (et qui devinrent pour certains les premiers scooterboys). Ils préféreraient la dénomination de Dandy et modernistes, et ce dès 1978, puis furent appelés par la suite stylists (pour se démarquer des mods « commerciaux » ou plastics). Quelques-uns d’entre eux organisent très régulièrement des fêtes dans des clubs ou des bars à Paris.
La scène scooteriste issue de ce revival existe toujours (qui évoluera dès le début des années 1980 vers le scooterisme avec les Scooterboys, fans de runs, d’engins « customisés » et « tunés », et amateurs de northern soul), et les mods, bien que discrets mais fortement organisés, sont toujours présents au Royaume-Uni et même partout dans le monde.

### Depuis les années 1990
Dans les années 2020, la scène mod est très active dans presque tous les pays européens (avec des fortunes et des effectifs divers). Les rallyes scooteristes sur les plages anglaises des stations balnéaires sont désormais remplacés par des week-ends dans les principales villes européennes. Ainsi en 2007 des week-ends sont organisés à Leeds, Aix-la-Chapelle, Venise, Madrid, Anvers, Londres, Manchester, Barcelone, Glasgow.